# Superkavitierender Unterwasserlaufkörper

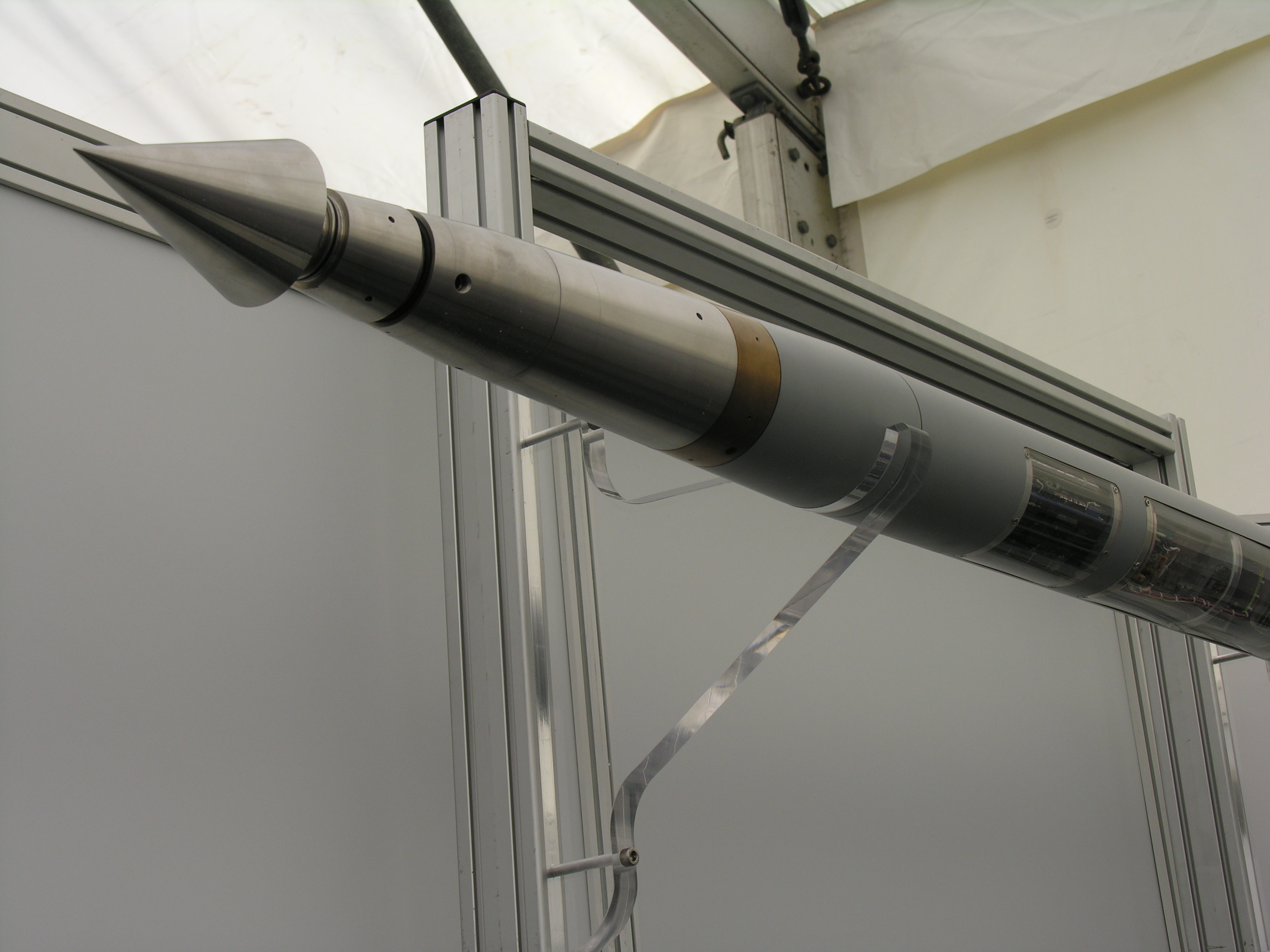
Barracuda (TechDemo'08), 2008

Superkavitierender Unterwasserlaufkörper (znana wcześniej jako "Barracuda") – zaprezentowana w 2004 roku torpeda superkawitacyjna niemieckiej produkcji. Porusza się z prędkością 200 węzłów (370,4 km/h)
W torpedzie rozwiązano problem oporu wody dzięki superkawitacji – torpeda wytwarza wokół siebie tunel gazowy (para wodna), przez który przepływa.